# Города Северо-Западного федерального округа
По итогам Всероссийской переписи населения 2010 года в Северо-Западном федеральном округе 146 городов, из них
- 1 город-миллионер,
- 6 крупных (население от 250 тыс. до 500 тыс. жителей),
- 4 больших (население от 100 тыс. до 250 тыс. жителей),
- 12 средних (население от 50 тыс. до 100 тыс. жителей),
- 123 малых (население менее 50 тыс. жителей).

Ниже приведён список всех городов с указанием населения по данным переписи.

## Архангельская область
Крупные города
- Архангельск 348 716

Большие города
- Северодвинск 192 265

Средние города
- Котлас 60 562

Малые города
- Вельск 23 885
- Каргополь 10 148
- Коряжма 39 629
- Мезень 3599
- Мирный 30 259
- Новодвинск 40 612
- Няндома 22 354
- Онега 21 359
- Сольвычегодск 2460
- Шенкурск 5702

## Ненецкий автономный округ
Малые города
- Нарьян-Мар 21 296

## Вологодская область
Крупные города
- Вологда 301 642
- Череповец 312 311

Малые города
- Бабаево 12 074
- Белозерск 9614
- Великий Устюг 31 664
- Вытегра 10 490
- Грязовец 15 528
- Кадников 4797
- Кириллов 7735
- Красавино 7003
- Никольск 8515
- Сокол 38 454
- Тотьма 9784
- Устюжна 9478
- Харовск 10 078

## Калининградская область
Крупные города
- Калининград 431 491

Малые города
- Багратионовск 6399
- Балтийск 32 670
- Гвардейск 13 888
- Гурьевск 12 433
- Гусев 28 260
- Зеленоградск 13 015
- Краснознаменск 3522
- Ладушкин 3788
- Мамоново 7757
- Неман 11 794
- Нестеров 4584
- Озёрск 4740
- Пионерский 11 017
- Полесск 7580
- Правдинск 4323
- Светлогорск 10 775
- Светлый 21 380
- Славск 4614
- Советск 41 709
- Черняховск 40 464
- Приморск 1956

## Карелия
Крупные города
- Петрозаводск 263 540

Малые города
- Беломорск 11 217
- Кемь 13 061
- Кондопога 32 978
- Костомукша 28 433
- Лахденпохья 7818
- Медвежьегорск 15 536
- Олонец 9060
- Питкяранта 11 484
- Пудож 9698
- Сегежа 29 660
- Сортавала 19 215
- Суоярви 9763

## Республика Коми
Большие города
- Сыктывкар 241 982

Средние города
- Воркута 61 638
- Ухта 99 155

Малые города
- Вуктыл 12 357
- Емва 14 574
- Инта 32 021
- Микунь 10 732
- Печора 43 458
- Сосногорск 27 809
- Усинск 41 100

## Ленинградская область
Средние города
- Всеволожск 59 689
- Выборг 80 013
- Гатчина 92 566
- Кириши 52 826
- Сосновый Бор 65 901
- Тихвин 58 843

Малые города
- Бокситогорск 16 593
- Волосово 12 162
- Волхов 47 344
- Высоцк 1244
- Ивангород 9797
- Каменногорск 6761
- Кингисепп 48 667
- Кировск 25 633
- Коммунар 20 265
- Кудрово 49 079
- Лодейное Поле 21 053
- Луга 36 409
- Любань 4188
- Никольское 19 345
- Новая Ладога 8839
- Отрадное 23 874
- Пикалёво 21 567
- Подпорожье 18 729
- Приморск 6122
- Приозерск 18 929
- Светогорск 15 973
- Сертолово 47 854
- Сланцы 33 587
- Сясьстрой 13 747
- Тосно 39 127
- Шлиссельбург 13 305

## Мурманская область
Крупные города
- Мурманск 307 664

Средние города
- Апатиты 58 681

Малые города
- Гаджиево 11 089
- Заозёрск 11 206
- Заполярный 15 835
- Кандалакша 35 659
- Кировск 28 639
- Ковдор 18 836
- Кола 10 447
- Мончегорск 45 381
- Оленегорск 23 079
- Островной 2177
- Полярные Зори 15 106
- Полярный 17 304
- Североморск 49 873
- Снежногорск 12 698

## Новгородская область
Большие города
- Великий Новгород 218 724

Средние города
- Боровичи 53 699

Малые города
- Малая Вишера 12 461
- Окуловка 12 464
- Пестово 15 911
- Сольцы 10 086
- Старая Русса 31 809
- Холм 3830
- Чудово 15 401
- Валдай 16 099

## Псковская область
Большие города
- Псков 203 281

Средние города
- Великие Луки 98 778

Малые города
- Гдов 4379
- Дно 9061
- Невель 16 324
- Новоржев 3695
- Новосокольники 8119
- Опочка 11 601
- Остров 21 670
- Печоры 11 195
- Порхов 10 608
- Пустошка 4619
- Пыталово 5826
- Себеж 6375

## Санкт-Петербург
Города-миллионеры
- Санкт-Петербург 5 000 002

Города в составе Санкт-Петербурга не учитываются статистикой:
- Колпино 149 766
- Петергоф 73 154
- Пушкин 92 721
- Красное Село 44 485
- Кронштадт 42 999
- Зеленогорск 12 859
- Сестрорецк 36 680
- Ломоносов 43 002
- Павловск 16 058